# جون بروكس (لاعب كرة قدم بريطاني)
جون بروكس (بالإنجليزية: John Brookes)‏ هو لاعب كرة قدم بريطاني، ولد في 1945 في إنجلترا في المملكة المتحدة. لعب مع ستوكبورت كونتي وكليفلاند ستوكرز ونادي ساوثبورت ونادي يورك سيتي.